# 天大将军增十五
英仙座3，又名BD+48 576，HD 11949、SAO 37665、HR 568，是英仙座的一颗恒星，视星等为5.69，位于銀經134.06，銀緯-12.21，其B1900.0坐标为赤經1h 52m 12s，赤緯+48° -12.21′ 56″。